# 沃羅比伊夫卡 (比洛吉里亞區)
沃羅比伊夫卡（烏克蘭語：Воробіївка），是烏克蘭西部的村莊，隸屬赫梅利尼茨基州的舍佩蒂夫卡區。該村處於戈倫河畔，始建於1300年，面積0.13平方公里，海拔高度248米，2001年人口248。
49°56′31″N 26°14′52″E / 49.94194°N 26.24778°E